# Фалунская красная

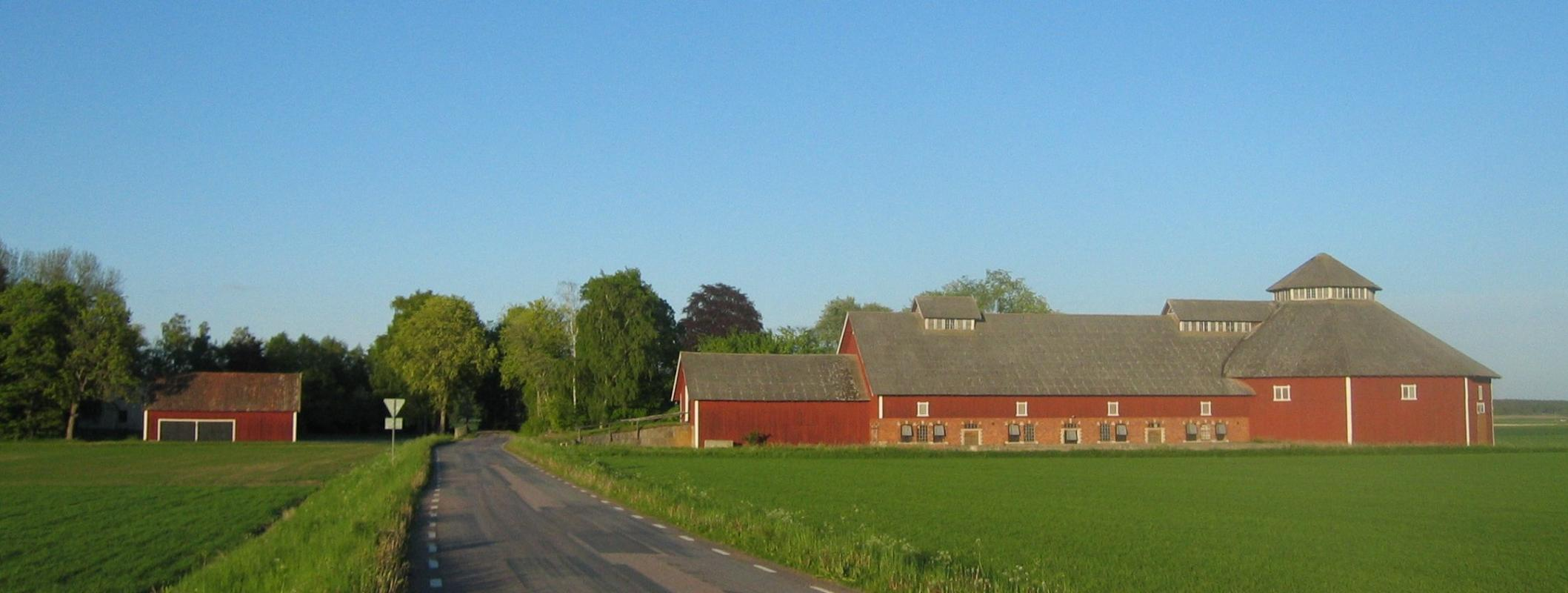
Фалунская красная

Фалунская красная (фалунская краска, швед. Falu rödfärg) — шведская краска тёмного красного цвета, хорошо известная своим использованием в наружной покраске деревянных домов и хозяйственных построек в Скандинавии. Получила своё название от медного рудника, расположенного в городе Фалун центральной Швеции.
В Финляндии известна под названиями фин. punamaali (красная краска), фин. punamultamaali (красная земляная краска) или фин. keittomaali (вареная краска) по способу её производства.
Общеизвестное финское выражение punainen tupa ja perunamaa (красный дом и картофельное поле) относится к идиллической картинке уединённой семейной жизни в отдельном доме, и это прямой намёк на загородный дом, окрашенный фалунской краской.

## История

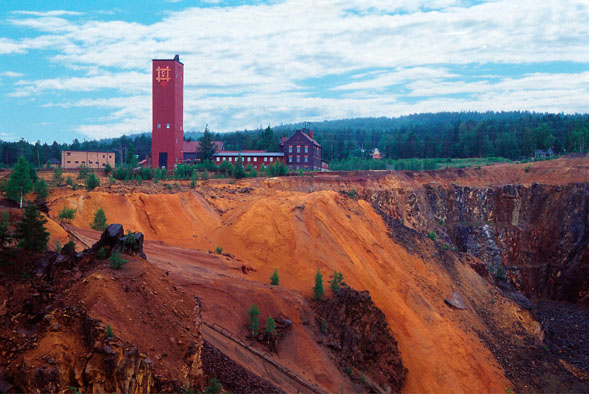
Фалунский медный рудник

Самое раннее свидетельство о Фалунском медном руднике датировано 1288 годом, но, согласно научным данным, его возникновение относится к VIII-IX векам.
Самые ранние свидетельства использования фалунской краски датируется XVI веком. За исключением крупных городов, как Стокгольм и Гётеборг, в те времена в Швеции дерево было доминирующим строительным материалом. В XVII веке фалунская краска широко используется на деревянных особняках, где она была предназначена для имитации здания с кирпичной облицовкой. Такие здания частично напоминали возведённые на континенте дорогие кирпичные здания. Это стало знаком процветания и богатства.
В середине XVIII века начинается массовое производство краски, что значительно снижает её стоимость. Краска становится доступной и менее состоятельным домовладельцам. Богатые домовладельцы тем временем сменили цвет своих домов и особняков на жёлтый. Краска получает широкое распространение за счёт своей дешевизны и высокой эффективности в сохранении древесины от пагубного воздействия суровой скандинавской погоды.
К началу XIX века все больше и больше деревянных зданий в городах были либо окрашены в светлые тона (например, желтый или белый) или оштукатурены. Количество зданий из кирпича также увеличилось. Однако всплеск популярности перемещается в сельскую местность, когда и бедные фермеры и арендаторы начали красить свои дома фалунской красной.
В 1930-х годах на рынке промышленных красок появляются алкидные краски, а в 1960-х — латексные, и фалунскую краску стали использовать всё реже и реже.
В последние годы краска переживает вторую молодость за счёт роста популярности использования традиционных и экологически чистых строительных материалов.

## Настоящее время
К 1992 году на шахте все запасы руды были исчерпаны, добыча прекратилась, и с 1998 года единственной деятельностью на шахте остается производство пигмента для фалунской краски.
В 2001 году ЮНЕСКО включило «Большую Медную гору» и медную шахту в г. Фалун в список объектов всемирного наследия.
Медная шахта принадлежит финско-шведской компании Stora Enso.
Запасы шлаков для производства пигмента ограничены и по оценкам специалистов должны закончиться примерно в 2090 году.
Производство краски находится под контролем государства. По государственной лицензии производство налажено на двух шведских предприятиях.
На экспорт идёт очень небольшая часть производимой краски.